# Victor Bandarra
Victor Bandarra (1958) é um jornalista português.
Bandarra é actualmente redactor-principal da TVI e cronista na revista «Domingo» do jornal Correio da Manhã. Começou a carreira de jornalista em 1978, no Diário Popular e na agência ANOP, e fez parte das equipas que fundaram a Agência NP, o jornal Público e a TVI. Integrou a redacção de vários jornais, agências de informação, estações de rádio e de televisão, nomeadamente, Agência Lusa, jornal Portugal Hoje, semanários Expresso e Tal & Qual, além do jornal humorístico O Inimigo. Foi correspondente em Portugal da Teledifusão de Macau (TDM) e de vários jornais africanos e brasileiros. Venceu o Prémio Gazeta de Reportagem e o Prémio Nacional Victor Cunha Rego (Gaia), entre outros.
Criou e apresentou os programas da TVI África Aqui, Africando, Quero Justiça! e Sala de Imprensa. Foi ainda co-autor e guionista de novelas e séries, como Riscos (RTP), além de ter redigido textos para rádio e televisão. Pertence também ao Conselho Fiscal do Clube dos Jornalistas português.
Em 2003 fez uma participação, como o próprio, na Série Juvenil da TVI "Morangos com Açúcar" (Temporada 1, episódio 156).